# وزارة البنية التحتية (أوكرانيا)
وزارة البنية التحتية في أوكرانيا (بالأوكرانية: Міністерство інфраструктури України)‏ هي الوزارة الرئيسية التي تتحكم في البنية التحتية للنقل في أوكرانيا بما في ذلك الطرق والقطارات والاتصالات. تعتمد الإدارة على وزارة النقل والاتصالات السابقة وتشرف أيضًا على تنفيذ سياسات السياحة الحكومية.

## وصلات خارجية
- الموقع الرسمي لوزارة البنية التحتية باللغة الأوكرانية
- وزارة المواصلات والاتصالات (أرشيف) باللغة الأوكرانية